# 1971-es Roland Garros
Az 1971-es Roland Garros az év második Grand Slam-tornája, a Roland Garros 70. kiadása volt, amelyet május 24–június 6. között rendeztek Párizsban. A férfiaknál a csehszlovák Jan Kodeš, nőknél az ausztrál Evonne Goolagong nyert.

## Döntők

### Férfi egyes
Jan Kodeš -  Ilie Năstase 8-6, 6-2, 2-6, 7-5

### Női egyes
Evonne Goolagong -  Helen Gourlay 6-3, 7-5

### Férfi páros
Arthur Ashe /  Marty Riessen -  Tom Gorman /  Stan Smith 6-8, 4-6, 6-3, 6-4, 11-9

### Női páros
Gail Sherriff Chanfreau /  Françoise Durr -  Helen Gourlay Cawley /  Kerry Harris 6-4, 6-1

### Vegyes páros
Françoise Durr /  Jean Claude Barclay -  Winnie Shaw /   Tomas Lejus 6-2, 6-4